# بوم‌شناسی دمایی
بوم‌شناسی دمایی (به انگلیسی: Thermal ecology) مطالعه برهم‌کنش بین دما و جانداران است. چنین کنش و واکنش‌هایی شامل اثر دما بر فیزیولوژی جاندار، الگوهای رفتاری و رابطه با محیط آن است. در حالی که گرمتر بودن معمولاً با تناسب اندام بیشتر همراه است، حفظ این سطح از گرما مقدار قابل توجهی انرژی هزینه می‌کند. جانداران مبادلات مختلفی انجام می‌دهند تا بتوانند در دمای دلخواه به کار خود ادامه دهند و کارکردهای متابولیک را بهینه کنند. با ظهور تغییرهای آب‌وهوایی، دانشمندان در حال بررسی چگونگی تأثیر گونه‌ها و تغییرهایی هستند که در پاسخ به آنها دستخوش دگرگونی خواهند شد.